# Åkeshovs slott
Åkeshovs slott (även stavat Åkeshofs slott) i Bromma ligger vid Judarskogens naturreservat med Judarnsjön i stadsdelen Åkeshov, Stockholm, Stockholms län.
Historiskt sett låg Åkeshov i Bromma socken, som inkorporerades med Stockholms stad 1916. På Åkeshovs stora egendom byggdes stadsdelarna Nockeby, Nockebyhov, Höglandet, Åkeslund och delar av Riksby. Efter att ha genomgått en varsam ombyggnad, som tagit hänsyn till slottets konsthistoriskt värdefulla interiörer, nyttjas slottet idag som konferensanläggning.

## Slottets historia

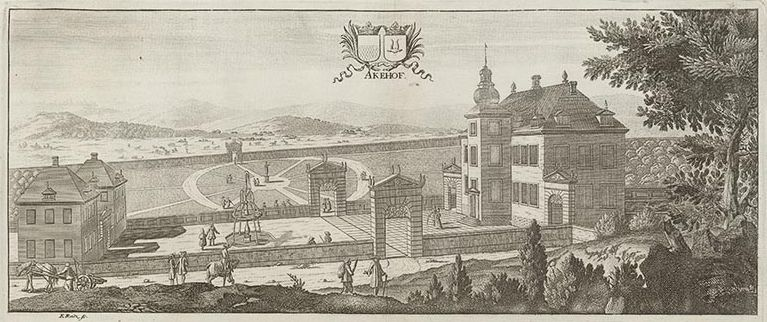
"Åkehof", Åkeshovs slott på 1600-talet, från väst. Kopparstick signerat av gravören Erik Reitz, sc 1695 (1:92) (ca 1660-1696) i Suecia antiqua et hodierna.

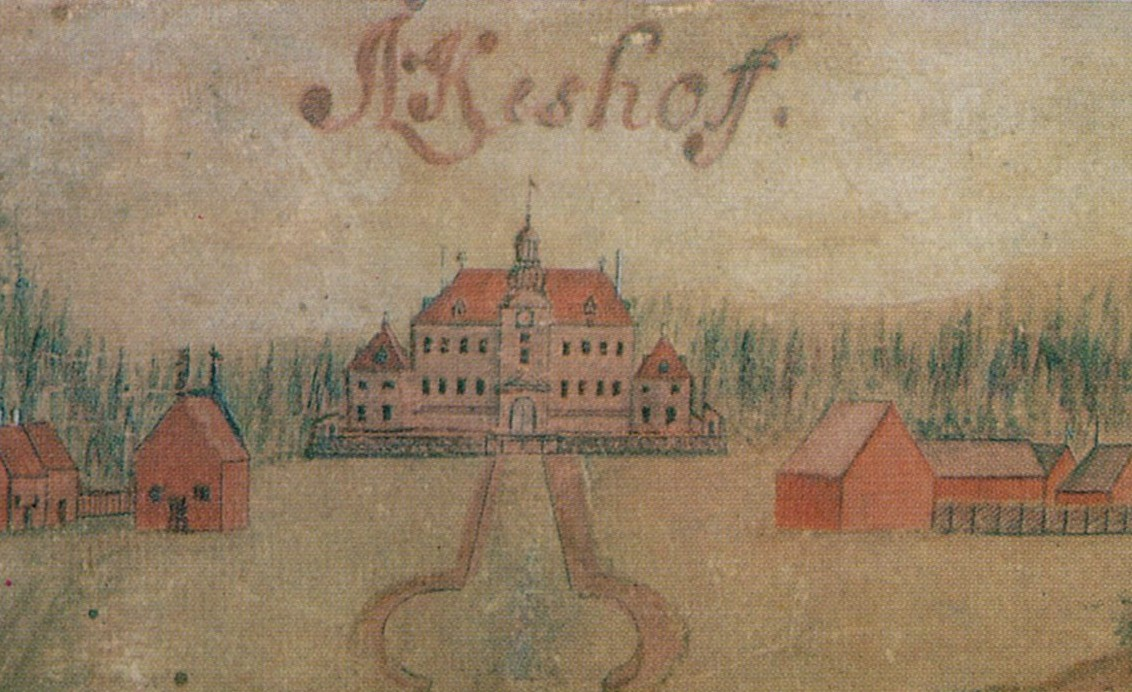
Åkeshov på Gripenhielms Mälarkarta 1689.

### 1400- och 1500-talen
Godset som Åkeshovs slott ligger på hette ursprungligen Nockeby och omtalas redan på 1400-talet då Stockholmsrådmannen Peder Ålänning (födelseår okänt, död något av åren 1404–1407) var ägare. Han var rådman i Stockholm senast från 9 juni 1375 till sin död. Peter Ålänning var en av sin tids rikaste stockholmare och fungerade tidvis som bankir för bland andra Albrekt av Mecklenburg och Bo Jonsson (Grip). Han ägde ett hus i Stockholm, en gård på Södermalm och dessutom flera gårdar i Uppland och Östergötland samt i Sunds och Finströms socknar på Åland.
År 1624 omnämns den lärde translatorn Ericus Benedicti Schroderus (omkring 1575–1647), bror till Johan Skytte, som ägare. Som ung kallade sig den äldre brodern Johan Skytte för Schroderus, men tog vid adlandet 1604 namnet Skytte. Bröderna Skytte föddes som söner till borgmästaren Bengt Nilsson Skräddare och Anna Andersdotter. Efter Ericus Schroderus som ägare till Åkeshovs egendom tillföll den genom donation sekreteraren, sedermera hovrådet Christoffer Ludvig Rasche 1629. Rasche var Gustav II Adolfs diplomat och vistades tidtals i Genève för underhandlingar. Han lämnade även material till den tyske författaren Friedrich Spanheim den äldre och avfattade även själv vissa partier av arbetet med publikationen om trettioåriga kriget och som utkom 1633, troligen skrev Christoffer Ludvig Rasche publikationens berömda karakteristik av Gustav II Adolf.

### 1600-talet
År 1635 köpte riksmarskalken, friherre Åke Axelsson Natt och Dag (1594–1655) egendomen och lät omkring 1650 bebygga densamma med en byggnad som uppkallades efter honom. Ett stort landområde ingick i Åkeshov, det som nu är stadsdelarna Nockeby, Nockebyhov, Höglandet, Åkeslund och delar av Riksby. De två stora godsen i Bromma, Åkeshov och Ulvsunda, skapades omkring mitten av 1600-talet. De båda godsen dominerade länge socknen och de gränsade till varandra. I det ursprungliga Nockeby fanns det, enligt Lars Salvius "härlig skog, god betesmark och fiske i Mälaren". Torpet Riksby samt gårdarna Karsvik och Ängby ingick i köpet. I början av 1640-talet började Åke Axelsson bygga ett "ståtligt stenhus med flygelbyggningar". Johannes Loccenius anger årtalet 1642. Huset var ännu inte färdigbyggt när byggherren avled 1655. Dottern Barbro Åkesdotter fullbordade bygget "zu die Perfection", enligt Johannes Loccenius.
Det ursprungliga slottet var en tvåvåningsbyggnad (corps-de-logiet) med valmtak och utskjutande trapphus samt två kvadratiska flyglar med pyramidtak. Den stenlagda gården inhägnades av murar som på långsidorna samt vid sidorna av huvudbyggnaden var genombrutna med gavelkrönta portar. Även den mindre inkörsporten var gavelförsedd och på gårdens mitt spelade en fontän.
Genom arv gick sedan egendomen till Åke Axelssons dotter Barbro Åkesdotter (Natt och Dag) (1620–1680), som 1643 gifte sig med sjöhjälten, amiral, friherre Claes Hansson Bielkenstierna (1615–1662), som synes ha fortsatt sin svärfars byggnadsplaner. Deras dotter Christina Claesdotter Bielkenstierna (1645–1716) ärvde godset 1662, men förlorade detsamma 1690 genom reduktion till Kronan, varefter den grevliga ätten Stenbock köpte byggnaden 1690. Under åren 1660–1667 lät Barbro Åkesdotter (Natt och Dag) tillsammans med sin make Claes Hansson Bielkenstierna även uppföra Årsta slott i Österhaninge socken i Södermanland. Årsta ärvdes sedan via giften av bland annat släkten Kurck. I sitt andra äktenskap var Barbro Åkesdotter (Natt och Dag) gift med friherre Knut Kurck (1622–1690), riksråd och lagman. De stora gårdsanläggningarna Åkeshov slott och Årsta slott byggdes således ungefär samtidigt och de båda säteshusen är stilistiskt besläktade. Ursprungligen var Åkeshovs manbyggnad liksom Årsta i två våningar med högt valmtak och yttre, lanterninprytt trapptorn på gårdssidan. Anläggningen kompletterades av två kvadratiska flyglar med toppiga tak och gårdsplanen inhägnades av murar med höga portar. Fram till omkring år 1720 såg anläggningen så. Barbro Åkesdotter (Natt och Dag) och Cläs Hansson Bielkenstierna ägde tillsammans Åkeshovs slott och även Göksholms slott i Närke.

### 1690–1723
Åren 1690–1720 ägdes Åkeshov av ätten Stenbock, först av greve Johan Gabriel Stenbock (1640–1705) under åren 1690–1705, därefter av hans kusin, generallöjtnant, greve Erik Gustaf Stenbock (1662–1722) under åren 1705–1720.
Under Stenbocks tid uppfördes 1719 den så kallade "Ryssmuren" av ryska krigsfångar från Stora nordiska kriget. Stenmuren kringgärdar stora delar av Åkeshovs ägor och är omkring en till en och en halv meter hög. Enligt traditionen skulle den, enligt de tidigare uppgifterna, vara uppförd av ryska krigsfångar på 1700-talet, men senare forskning tyder på att den snarare är ett slags odlingsröse från 1800-talet.

### 1700–talet

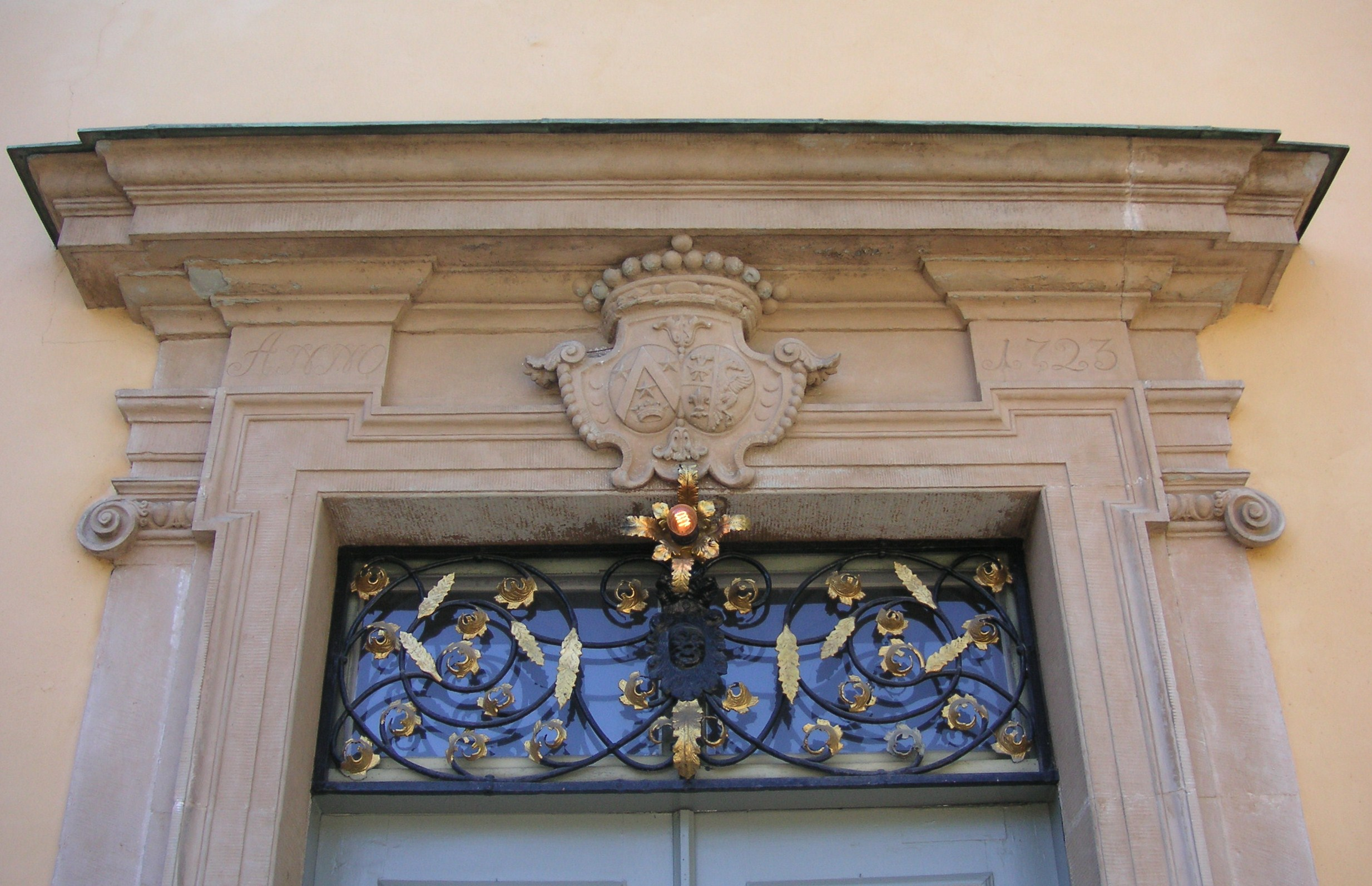
Vapenskölden över huvudingången på Åkeshovs slott, Anno 1723, med Gabriel Stierncronas och hans hustrus, Antoinetta Maria Amya vapen. Under vapenskölden sitter ett elegant smidesgaller i rokoko med mönster av smidesslingor och förgyllda blad.

År 1720 köptes Åkeshov av justitiekanslern, friherren Gabriel Stierncrona (1669–1723), som redan 1721 omvandlade Åkeshov med underlydande gårdar i Spånga och Järfälla socken till fideikommiss för sina efterkommande. Under 1700-talet ökades Åkeshov med Ålstens gård och Beckomberga gård och omfattade, när det var som störst, ungefär halva Bromma socken. Det var Gabriel Stierncrona som sedan gav slottet dess yttre utseende.

### Carl Hårleman arkitekt till ombyggnad, flygelbyggnader och orangeri
Gabriel Stierncrona lät bygga om husen, som på 1720-talet fick sitt nuvarande utseende. Slottet byggdes om i flera omgångar, bland annat åren 1723 och 1740 av arkitekt Carl Hårleman. Vid ombyggnaden 1723 gav Gabriel Stierncrona manbyggnadens yttre utseende som det ännu har. Det omoderna trapphuset togs bort och det ursprungliga valmtaket utbyttes mot ett säteritak med vertikal mellandel. Över huvudentrén finns en sandstensportal, som är klassiskt formad och bär Gabriel Stierncronas och hans hustrus Antoinette Maria Amyas vapensköldar, samt årtalet 1723, vilket också var Gabriel Stierncronas dödsår. Under vapenskölden sitter ett elegant smidesgaller i rokoko med mönster av smidesslingor och förgyllda blad.
I mitten av 1700-talet ärvde Gabriel Stierncronas son David Stierncrona Åkeshovs slott. Han gifte sig med friherrinnan Agneta Wrede. Under arkitekten Carl Hårlemans ledning lät han med stor kostnad modernisera och dekorera slottet. Det var Hårleman som introducerade rokokon i Sverige. Stierncrona lät även bygga till flyglarna och i trädgården uppfördes ett vackert orangeri 1747. Orangeriet byggdes i elegant rokoko av Carl Hårleman en stycke från huvudbyggnaden. Orangeriets är en lång och låg byggnad med strama och välformade rokokofasader, som i likhet med flyglarna, är typiska för Hårlemans stil. Endast en korridor i bottenvåningen fick behålla 1600-talets kryssvalv. Under den här tiden kom även den då mycket kända kungliga hovmålaren Johan Pasch och målade i Jaktsalen och i Agneta Wredes förmak. 
Två flygelbyggnader tillkom under 1740-talet samt två yttre stallflyglar. Flygelbyggnaderna finns fortfarande kvar, men stallflyglarna måste rivas då tunnelbanan drogs fram. Flyglarna har kvar sin kubiska grundform med tälttak från 1600-talet, men vid ombyggnaderna under 1700-talet, som leddes av Carl Hårleman, fick de lägre envånings tillbyggnader, samtidigt som slottet till stor del inreddes i 1700-talets smak. Flyglarna fick karaktäristiska rustikkedjor samt stickbågiga fönster med kittrutor. Flyglarnas utsmyckning är typisk för Hårlemans stil.

### Agneta Wredes förmak

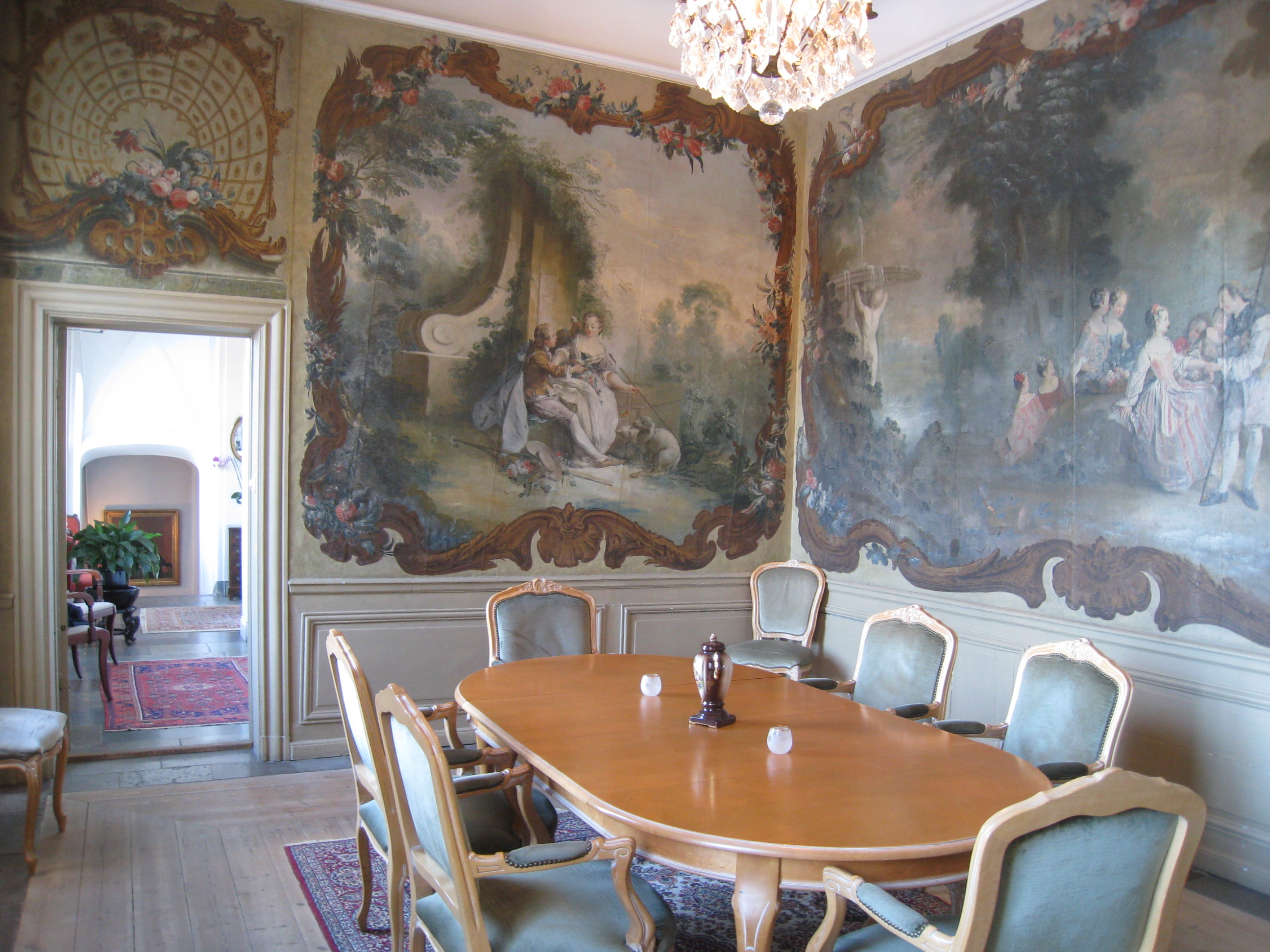
Agneta Wredes förmak. Väggmålningar av konstnären Johan Pasch (1706-1769).

Agneta Wredes förmak på övervåningen i slottet är uppkallat efter friherrinnan Agneta Wrede af Elimä (1718–1800), som var gift med Gabriel Stierncronas son, David Stierncrona (1715–1784), och som bodde på slottet åren 1747–1800.
År 1747 skedde en invändig renovering av Åkeshovs slott med Carl Hårleman (1700–1753) som arkitekt. Det var samma år som Agneta Wrede af Elimä hade gift sig med David Stierncrona och hon blev friherrinna till Åkeshov. Inredningen i Åkeshov fick en praktfull interiör. I den svit, som hon skulle disponera, blev utsmyckningen arkadisk, rofylld och idylliskt lantlig. Året därefter, 1748, fick inredningen då en utsökt rokokostil med fina, väggmålningar av Johan Pasch (1706–1769), som i original kan ses i det rum, som var Agneta Wredes förmak och i stora salen. Herdescener i pastorala landskap omramas av målade ramar, virade med rikt blommande girlanger. Hjortjakten i salen är en lätt ändrad kopia av den stora tavla, som köptes till slottet 1740 och som är signerad av den franske rokokomålaren Jean-Baptiste Oudry. Agneta Wrede bodde på Åkeshovs slott till sin död 1800.

### Ätten Stierncrona i fem generationer åren 1720–1853
Fem generationer Stierncrona bodde på Åkeshov från 1720 fram till år 1853. Som ovan nämnts ägde Gabriel Stierncrona Åkeshovs slott från 1720–1723, därefter ärvdes slottet av sonen David Stierncrona, som ägde det åren 1723–1784, han var friherre och kunglig kammarherre och var gift med Agneta Wrede. Sedan följde sönerna i ytterligare tre generationer. Åren 1784–1817 var David Stierncrona (1754–1817), friherre och hovmarskalk, ägare. Därefter var David Henrik Stierncrona (1786–1845), friherre och generallöjtnant, ägare åren 1817–1845 och David Erik Stierncrona (1820–1900), friherre, kammarherre, han var slottets siste kommissarie under åren 1845–1853. 

### 1800-talet till nutid

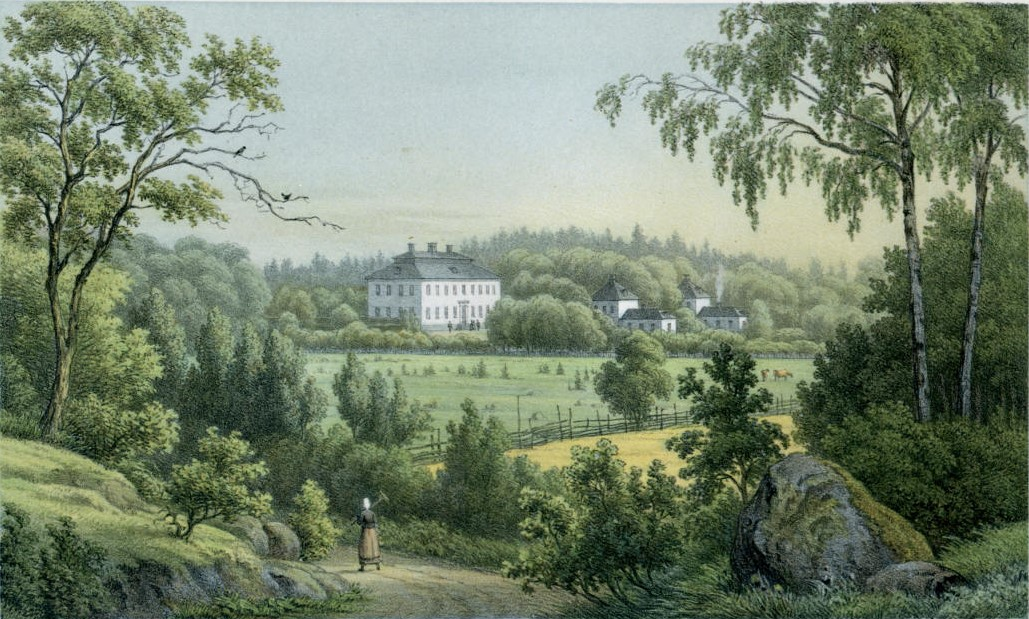
Åkeshovs slott på 1800-talet på en litografi av Alexander Nay i verket Uplands Herregårdar som gavs ut av Carl Arvid Klingspor och Bernhard Schlegel 1881.

Godset förblev i ätten Stierncronas ägo till 1853 då slottets siste fideikommissarie David Erik Stierncrona bytte egendomen mot Stjernarps gård i Halland. Änkan Karolina Gustava von Friesendorff (1794–1873), dotter till friherre Knut Kurck, blev ny ägare. Hennes son, ryttmästaren Klas Fredrik Ludvig von Friesendorff (1832–1897), övertog godset 1873. En stor ladugård väster om gården tillkom under 1800-talets senare del. Gården skildras i Uplands Herregårdar med beskrivande text av Carl Arvid Klingspor och Ernst Bernhard Schlegel, som utkom 1881. Teckningar och litografier är utförda av Alexander Nay. Då fanns de gamla inredningarna kvar. Klingspor skriver att "Rummen hava en ovanlig vacker form och äro dyrbart inredda". "Diverse gammaldags möbler och porslin finnas samt en dyrbar tavelsamling." Bland raden av kunga- och släktporträtt fanns även två stora tavlor av Barbro Åkesdotter och hennes andre man, riksrådet Knut Kurck målade av David Klöcker Ehrenstrahl 1697. De finns nu i Malmö museum.

### 1900-talet

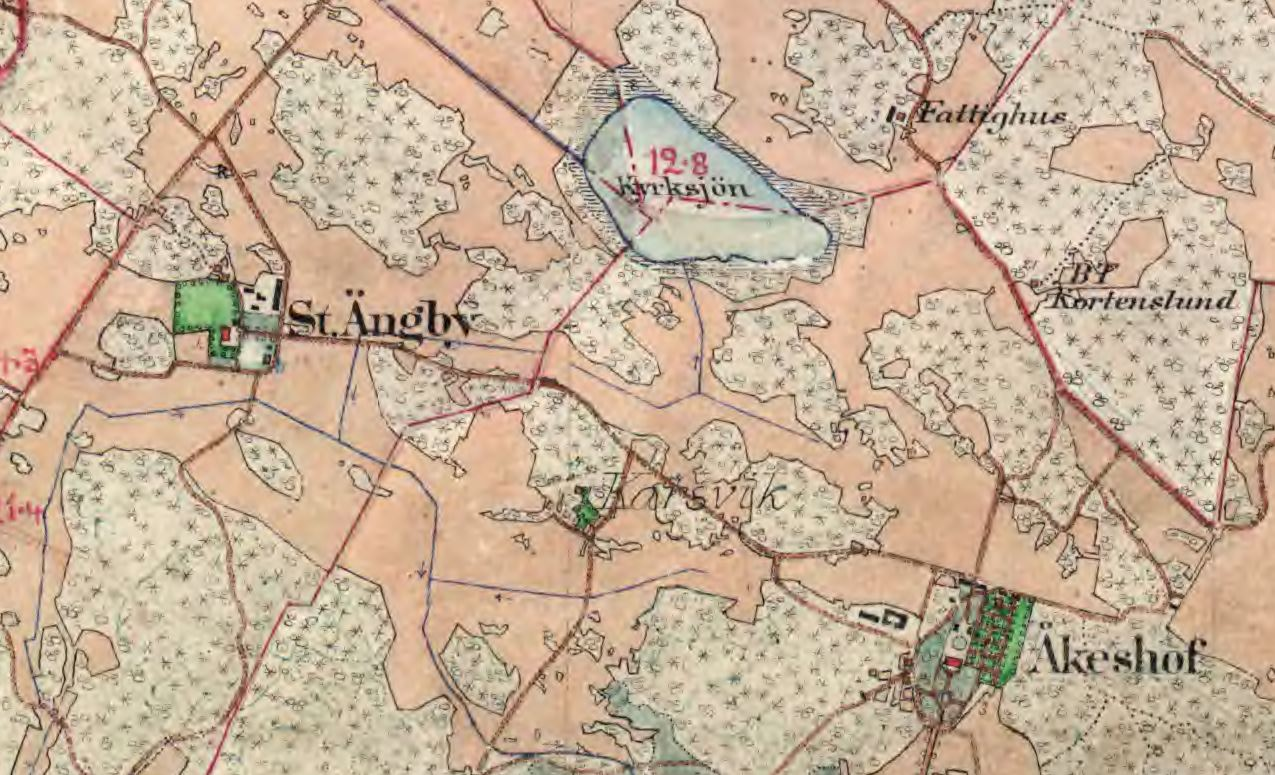
Åkeshov och Stora Ängby omkring 1900.

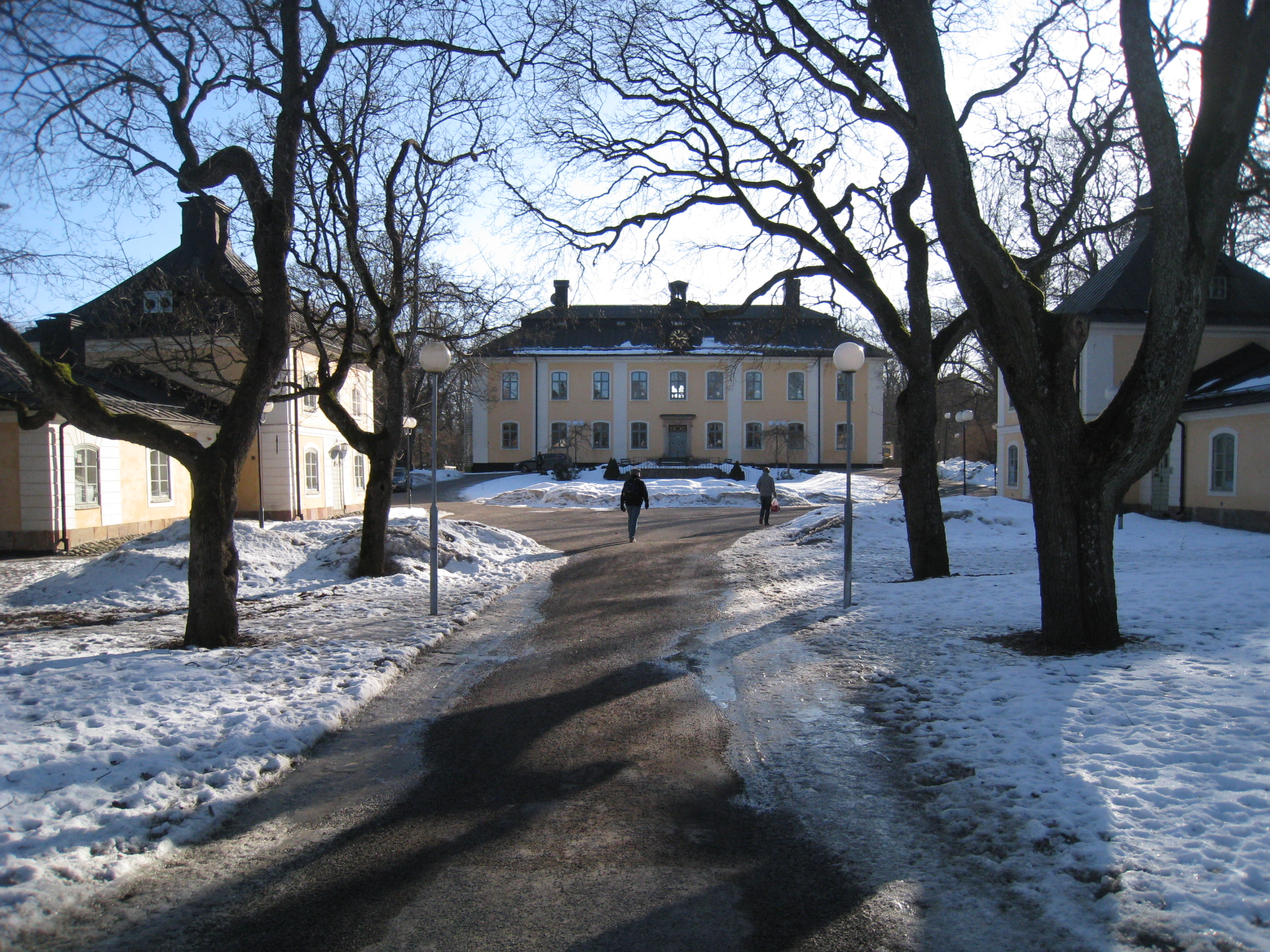
Åkeshovs slott. Foto från 2013.

År 1902 förvärvade handelsbolaget Olsson & Rosenlunds AB halva Åkeshovs gård. Säljaren var "fastighetsägaren" Fredrik Petterson (1848–1940), grosshandlare och vedhandlare, som var en av ägarna av Åkeshov åren 1902–1904. Petterson hade inköpt Åkeshov 1901. Egendomen hade dessförinnan i flera års tid varit i handeln och passerat en rad spekulativt lagda fastighetsägares händer. Johan Olsson (1858–1940) och Axel Rosenlund (1843–1920) samt Fredrik Petterson lyckades snart sätta rotation på den avsides belägna och potentiella slottsegendomen. Man högg ner skog, anlade vägar, styckade markområden, avsöndrade och försålde tomter samt byggde och hyrde ut sommarstugor. Det som blev över av den gamla slottsegendomen erbjöds slutligen Stockholms stad i oktober 1904. Det året köpte staden stora markområden utanför tullarna, först i Enskede och sedan i Bromma.
Vid denna tid började slottet förfalla. Huvudbyggnaden stod tom. I samband med detta köp styckades marken upp och bebyggdes delvis med villor och senare flerfamiljshus. I samband med försäljningen passade man på att sälja delar av den dyrbara inredningen från själva Åkeshovs slott. Väggfälten från Stora Salen i slottet med olika jaktmotiv togs bort och såldes av ägaren Olsson & Rosenlund 1902. De båda salarnas handmålade väggfält och överstycken från 1700-talet "bröts loss" och auktionerades bort 1904 till rena fyndpriser. Jaktsalens väggmålningar såldes för "150 kronor för de stora och 75 kronor för de små". Säljare var Olsson & Rosenlund och köpare av ett flertal målningar var grosshandlare E.W. Wallin, som höll på att inreda ett vackert hem till sin familj på Västra Trädgårdsgatan 9 i Stockholm. I denna byggnad, känd som Handelskammarhuset, finns fortfarande originalmålningarna till målningssviten från Åkeshovs övre sal.
Vad som sedan blev över "av den gamla slottsegendomen" efter försäljningar och auktioner erbjöds slutligen Stockholms stad i oktober 1904 för 400 000 kronor. År 1905 sålde Olsson & Rosenlund tillsammans med grosshandlaren och "fastighetsägaren" Fredrik Petterson Åkeshov med underlydande lantegendomar för 400 000 kronor. Tillträdet skedde i mars 1905. Genom sina virkesaffärer hade Fredrik Petterson blivit nära vän med Johan Olsson och Axel Rosenlund. Egendomen Åkeshov var till salu. Affären genomfördes 1901. Slottet hade förfallit sedan familjen von Friesendorffs tid drygt tio år tidigare, men jordbruket drevs vidare av inspektor O.F. Rustan som stannade kvar även under Pettersons tid. Inköpet av delar av Brommalandet blev också starten för stadsdelarna Nockeby, Höglandet och Olovslunds exploatering. I pressen kallade man köpet för "Det stora jordförvärfvet" eller oftast "Ulfsundaköpet", eftersom Ulvsunda var det mest komplicerade, möjligen också det viktigaste förvärvet. Men det dröjde innan de kommunala trädgårdsstäderna växte ut över Åkeshovs marker. Fredrik Petterson avled 1940, då han var 92 år gammal, han fick således uppleva omvandlingen av Åkeshov till trädgårdsstad.
Under 1910-talet inrymdes det så kallade Margaretahemmet i huvudbyggnaden och 1917–1940 Åkeshovs sinnesslöanstalt. Under kriget bodde här baltiska flyktingar och därefter användes slottet som genomgångsbostäder för hemlösa innan byggnaden provisoriskt inreddes först för Riksby folkskola och sedan för Nya Elementarskolan. 1948 började Nya Elementarskolan flytta ut till den nuvarande skolbyggnaden vid Åkeshovs tunnelbanestation. Den nya skolan var färdigbyggd 1952. Därefter hyrde Bromma församling 1958–1987 slottet av Stockholms stad där de inhyste sin pastorsexpedition. Sedan 1988 används slottet som konferenscenter och hotell (23 rum). Bromma hembygdsförening har sina föreningslokaler i slottets översta våning sedan 1988.
Det dröjde innan de kommunala trädgårdsstäderna växte ut över Åkeshovs marker. Under perioder fram till mitten av 1980-talet har slottet använts som sjukhem, hem för sinnesslöa, flyktingförläggning, skola och pastorsexpedition. De kvarvarande resterna av rokokodekorationerna ansågs då vara olämpliga. Målningarna i Agneta Wredes förmak och en blåmålad Rörstrandskakelugn från 1740-talet togs bort.
Slottets väggfasta målningar från 1748, varav minst en anses vara av Johan Pasch den äldre, har ersatts med kopior, eftersom originalen såldes omkring år 1900 och hamnade i Stockholms handelskammares hus vid Västra Trädgårdsgatan 9. Men Agneta Wredes förmak har återfått sina originaltapeter, även de troligen målade av Johan Pasch, efter att de hittats på vinden till S:t Eriks sjukhus.
Målningarna i Agneta Wredes förmak magasinerades i början av 1900-talet, men hittades, såsom ovan nämnts, efter många år på S:t Eriks sjukhus vid Fleminggatan på Kungsholmen i Stockholm, ihoprullade på vinden. Med hjälp av Stockholms stadsmuseum och fru Dolly Nilsson, som vuxit upp på slottet, kunde man återställa tapeterna i förmaket. Vid restaureringen kunde Agneta Wredes förmak återställas och målningarna i övre salen skickligt kopieras av konstnären John Broberg (1892–1979) och fru Brita Juel-Soop (1904–1997).
År 1987 påbörjades en totalrenovering av slottet. I augusti 1988 stod slottet klart att ta emot de första konferensgästerna. Efter den varsamma ombyggnaden, som tog hänsyn till slottets konsthistoriska interiörer, nyttjas slottet idag som konferensanläggning.

## Bilder

Exteriör
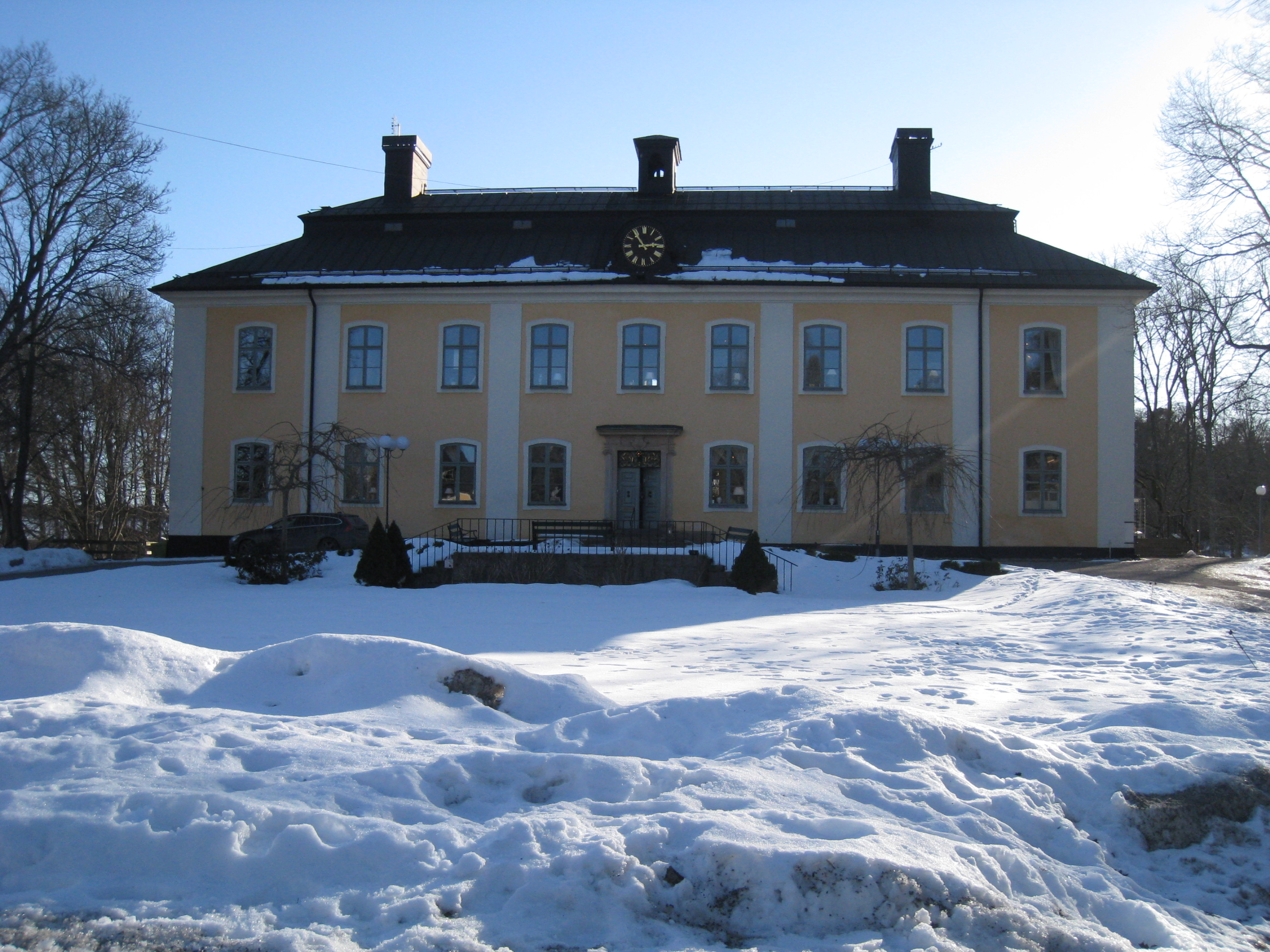
Slottet från entrésidan
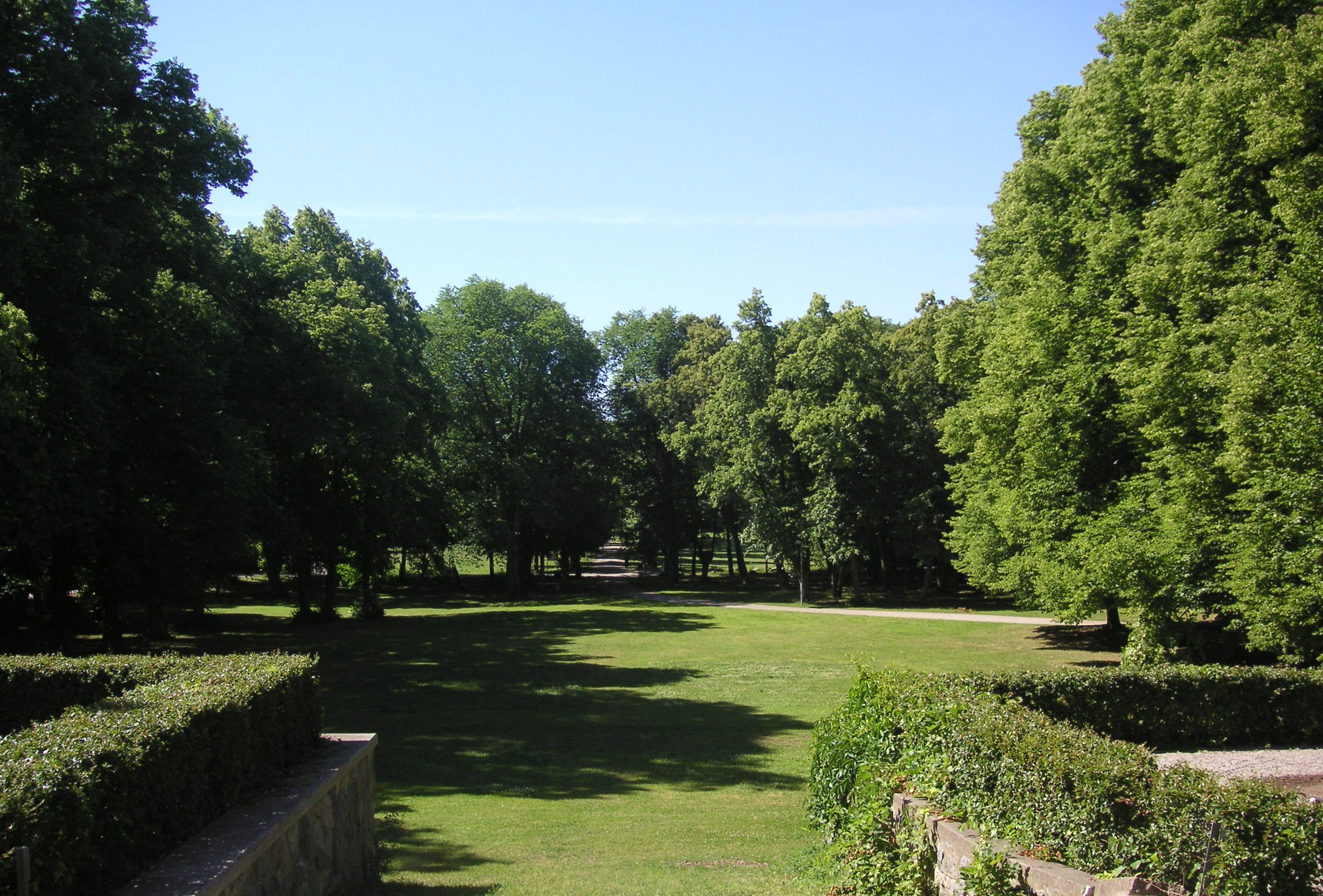
Parken
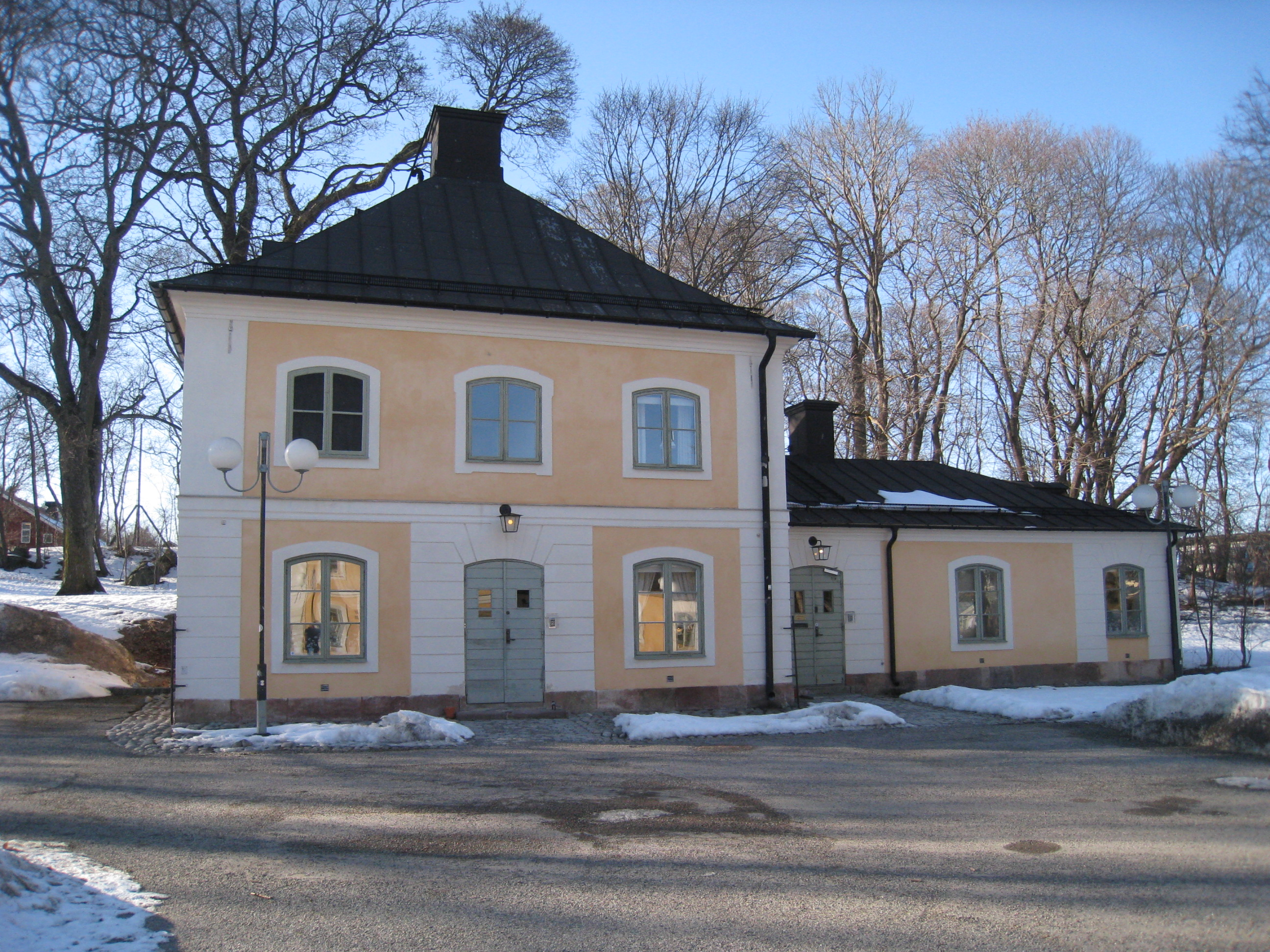
Västra flygeln
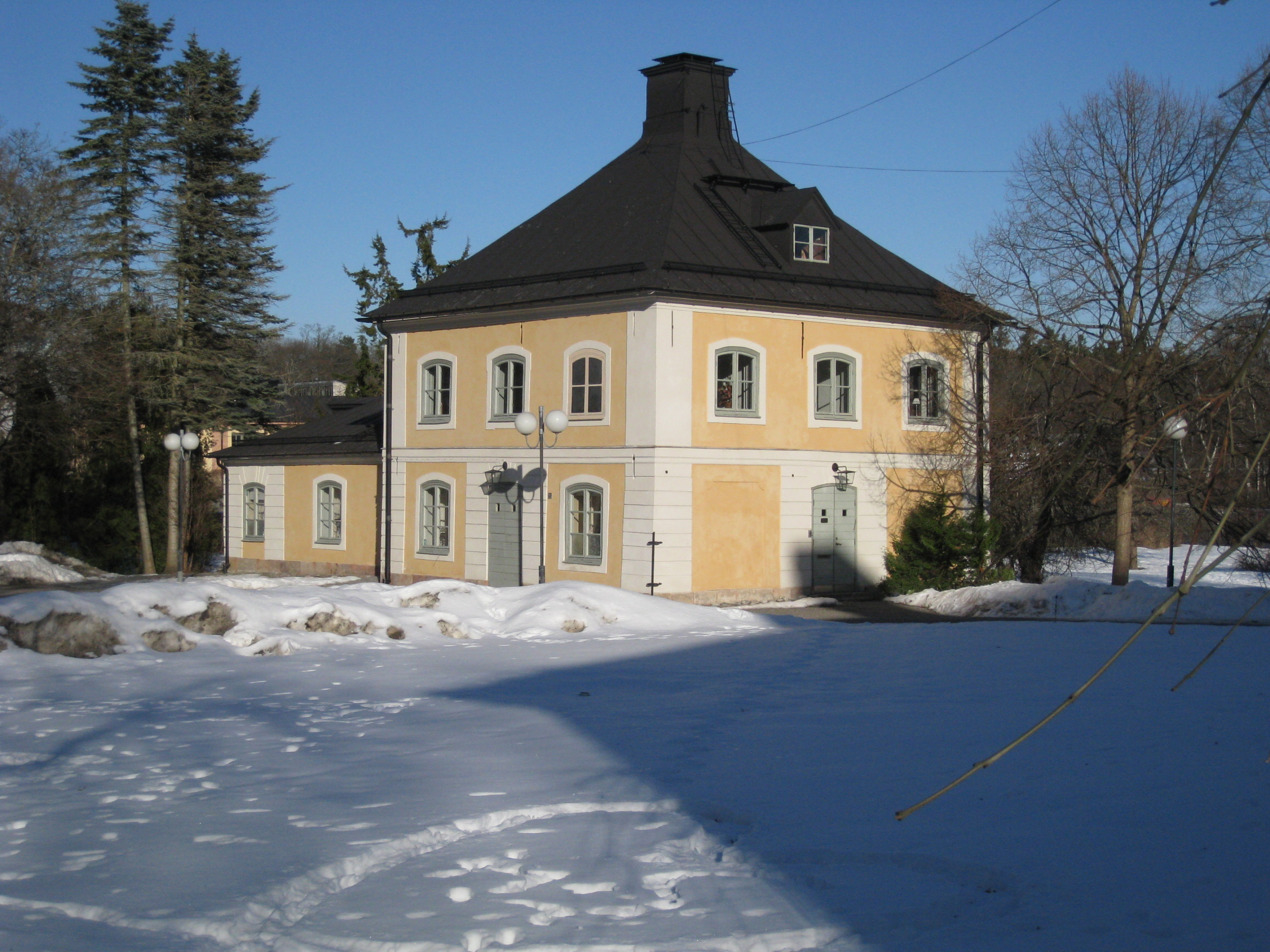
Östra flygeln

Interiör
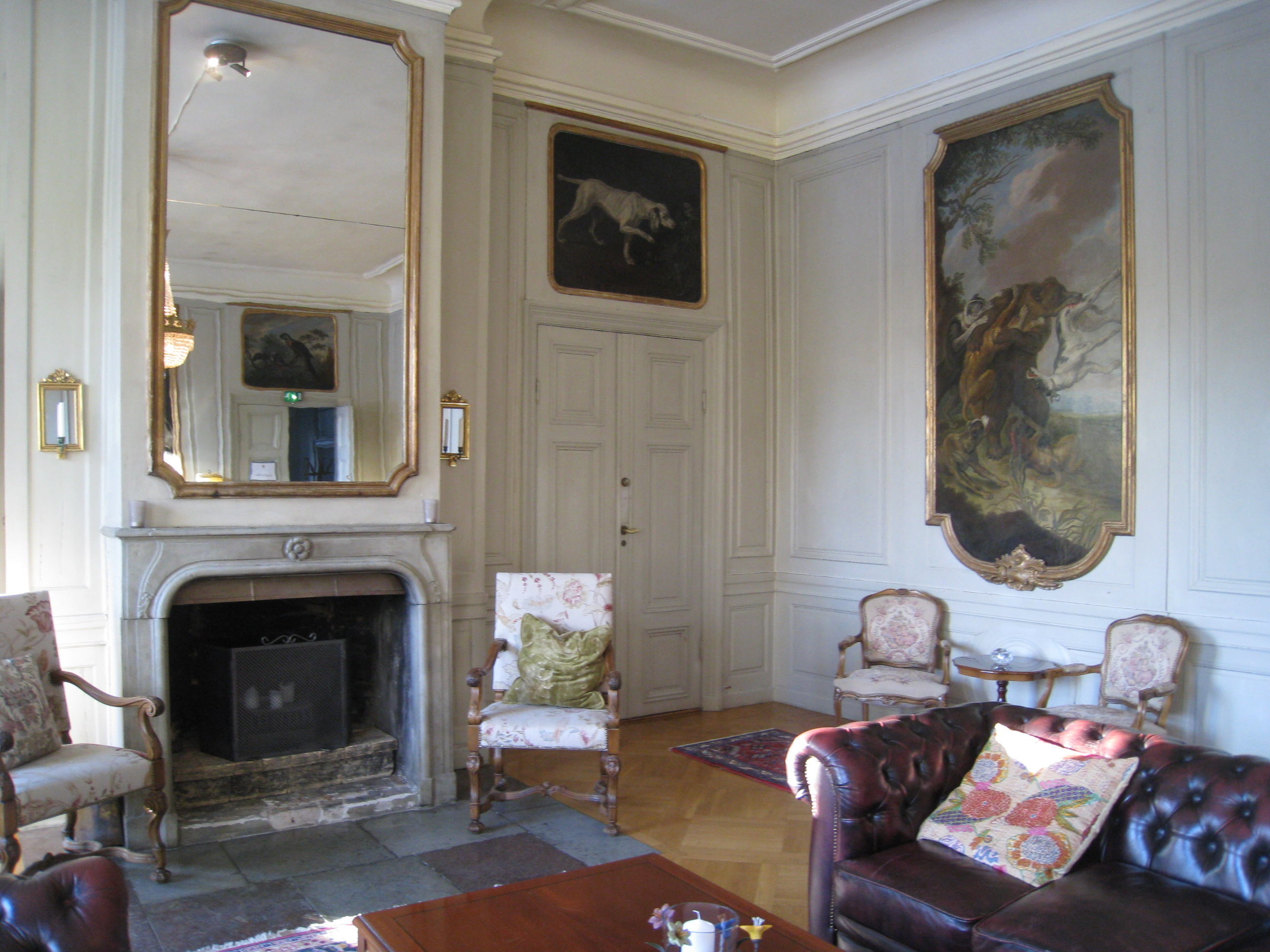
Salongen
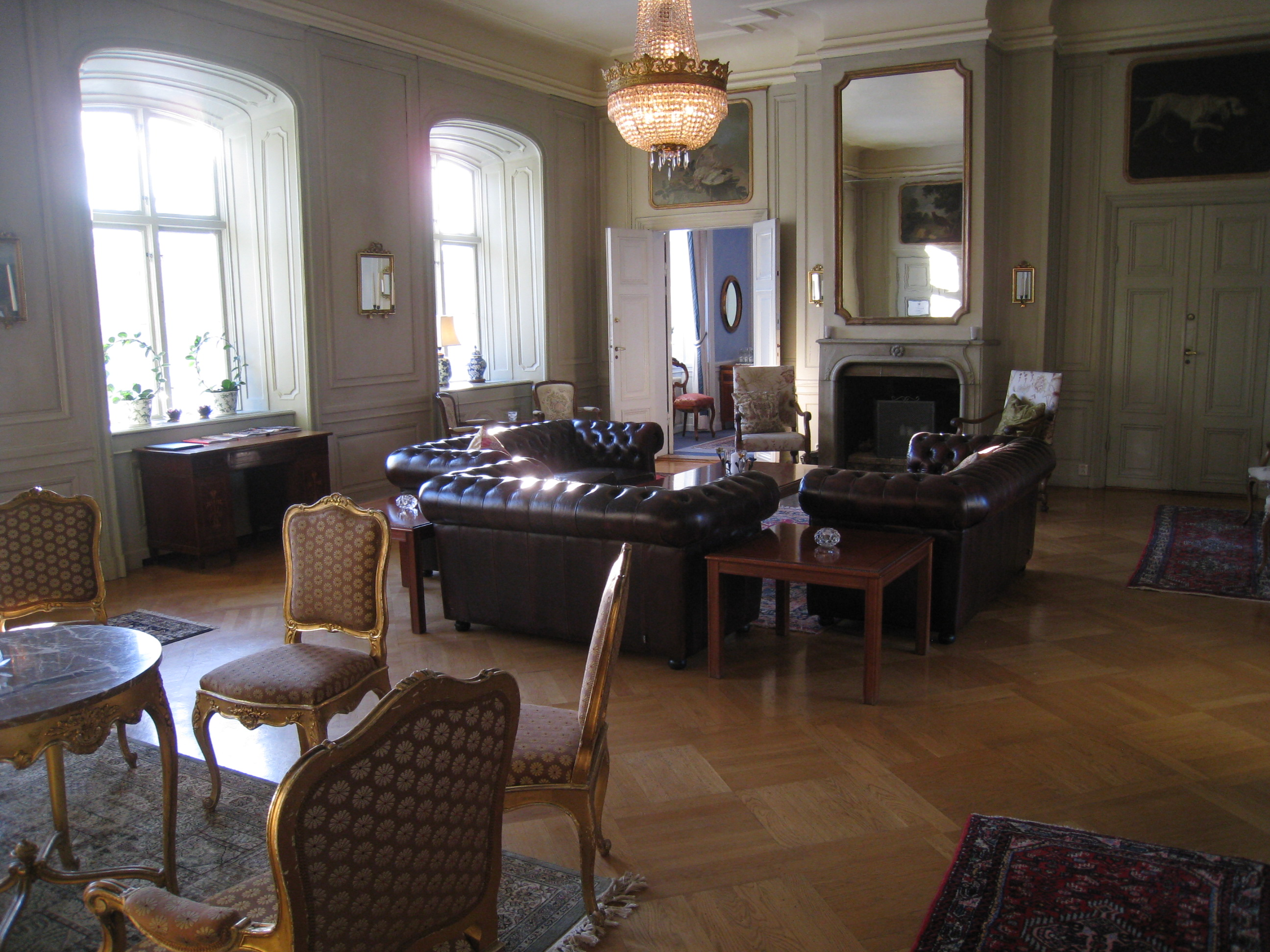
Salongen
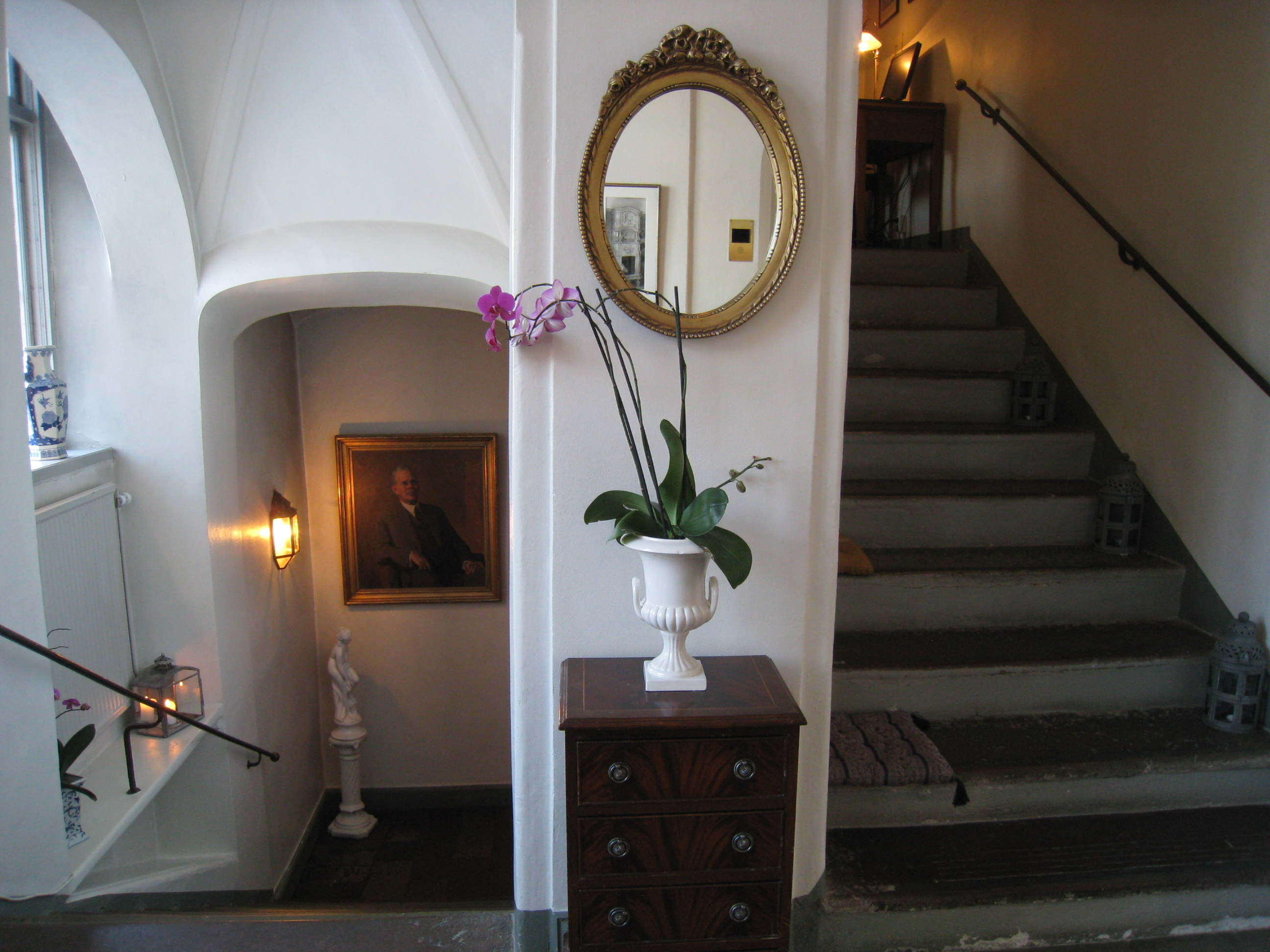
Trappan
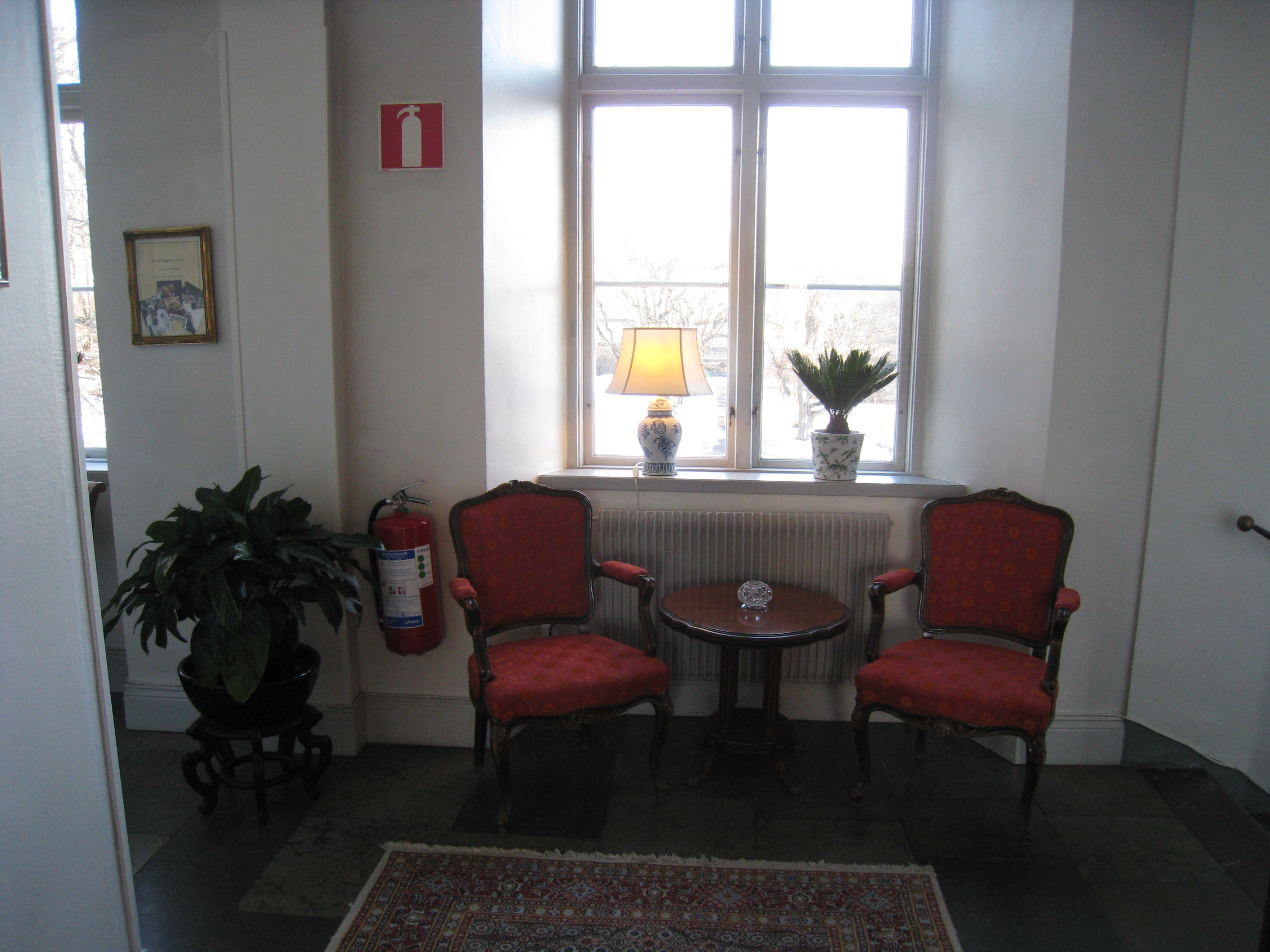
Trapphuset

## Slottspark, orangeri, växthus och arboretum
Slottet omges av en fin slottspark med ett orangeri från 1740-talet, ritat av arkitekt Carl Hårleman. Orangeriets fasader är typiska för Hårlemans stil, liksom slottsflyglarnas utsmyckning. Åkeshovs slotts orangeri ligger 100 meter nordost om Åkeshovs slott, lokalerna där är renoverade, men med 1700-tals känslan närvarande. Lokalen kan användas för möten, kundevent, utställningar, vernissage och liknande. Här finns plats för upp till 50 personer.
När spårvägen, Ängbybanans snabbspårväg, som fanns 1944–1952, drogs fram norr om slottet på 1940-talet revs ett stort vagnslider och ett stall. Samma bana är sedan 1952 tunnelbana. Stockholms stadsfullmäktige beslutade 1941 att bygga en tunnelbana och då man skulle dra fram den måste man riva två yttre stallflyglar. Men genom en mindre flyttning av tunnelbanan kunde man bevara Hårlemans vackra orangeri. Där tunnelbanan idag går låg tidigare Åkeshovs slotts ekonomibyggnader, som revs då Åkeshovs tunnelbanestation byggdes.
I nära anslutning till orangeriet ligger ett flertal växthus. Handelsträdgårdarna har varierat, som "Garden Center" har där tidigare funnits Weibulls fröhandel, Växus och Plantagen. Under åren 2007–2012 fanns här Åkeshovs Trädgårdar, Tulpanens Hus i Åkeshov, som inrymde en mängd olika aktiviteter bland annat återkommande blomster- och konstutställningar, utställningar av tulpaner, pelargoner och orkidéer med information och historia, trädgårdscafé och butik.
Väster om slottet ligger Åkeshovs Arboretum och Judarskogens naturreservat, ett strövområde i västra Stockholm. Mitt i Judarskogen ligger sjön Judarn.

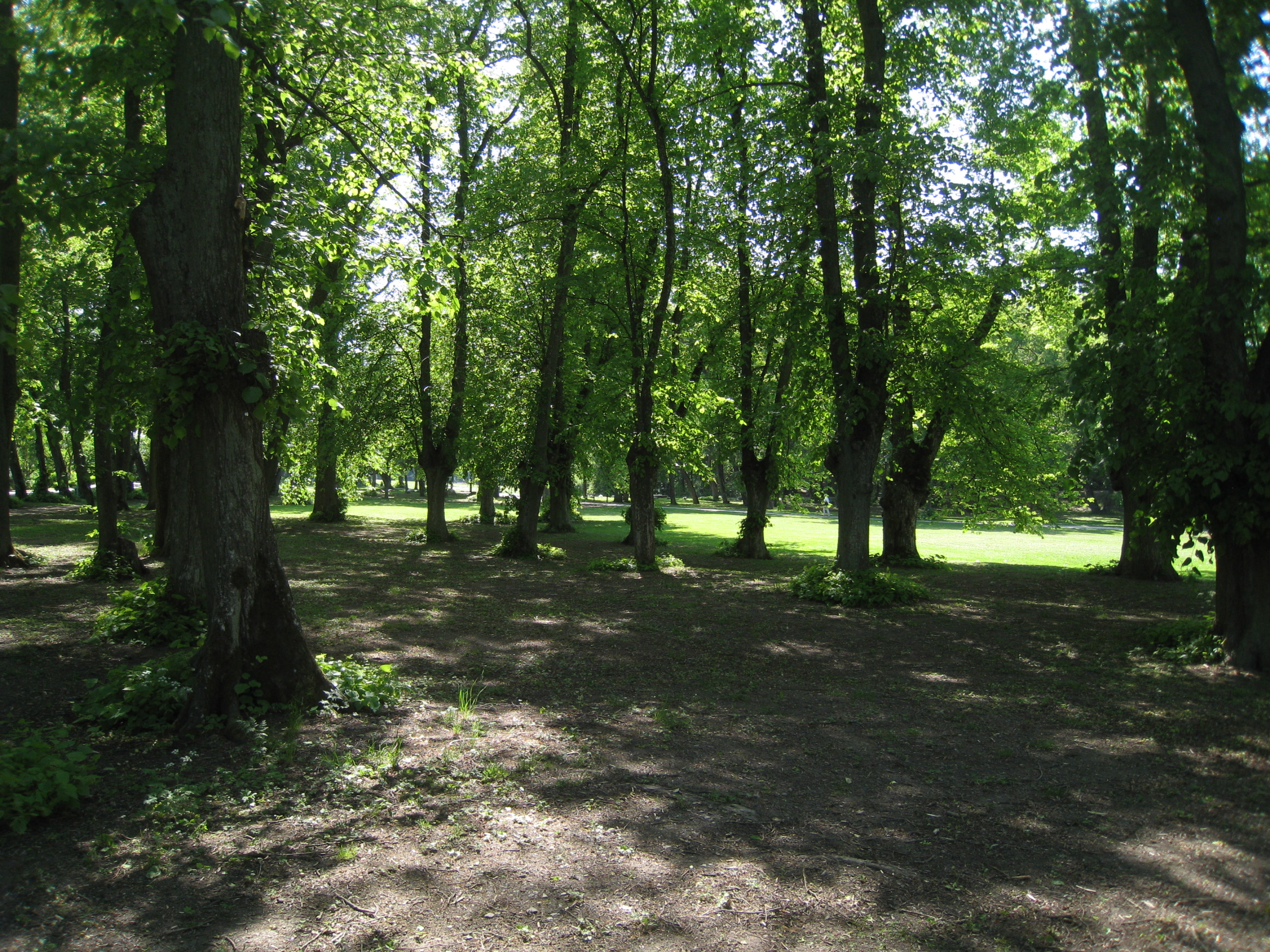
Slottsallén i Åkeshovs slottspark.
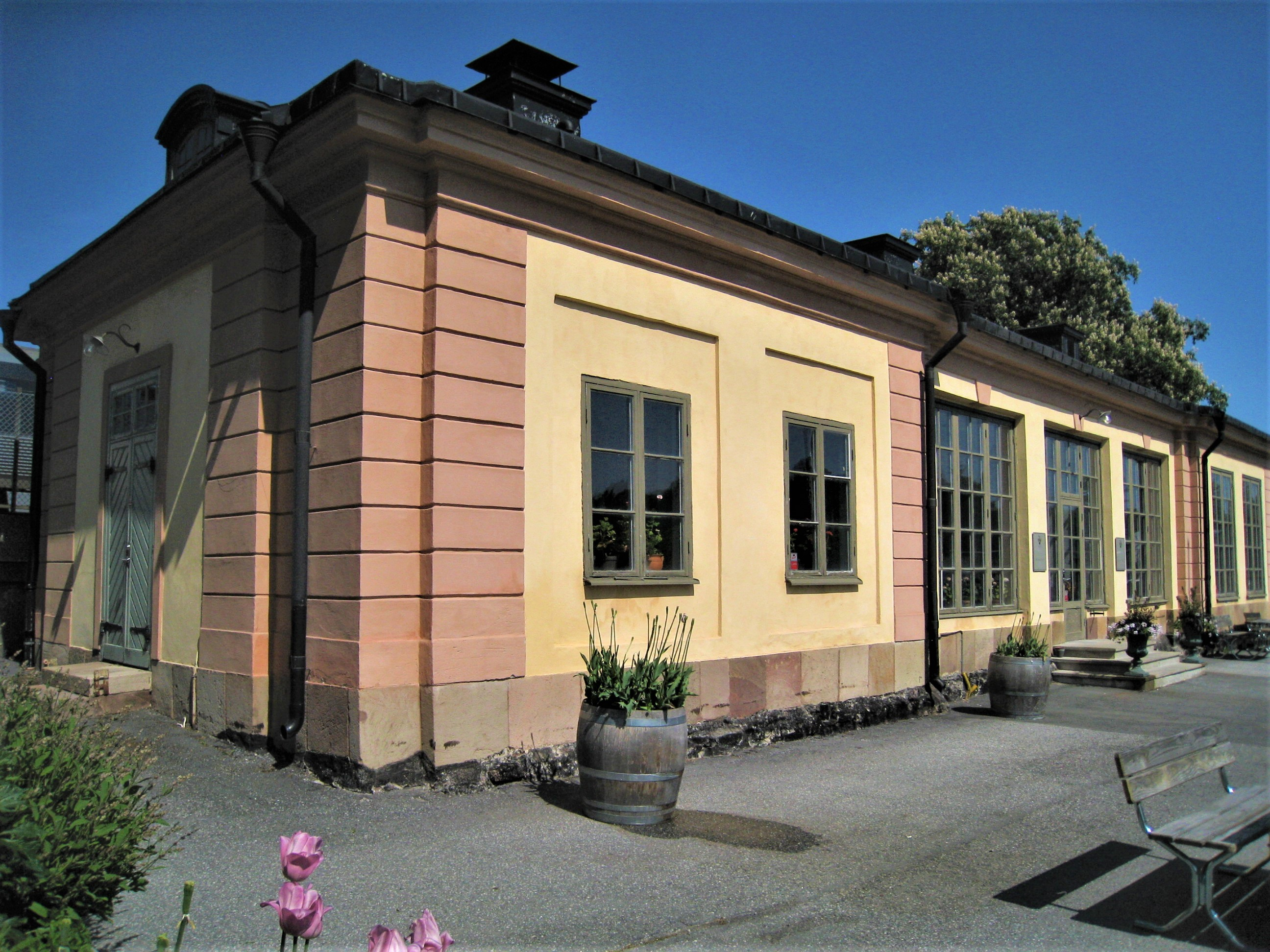
Åkeshovs slotts orangeri från 1740-talet, ritat av arkitekten Carl Hårleman, används idag av slottet som konferensanläggning.
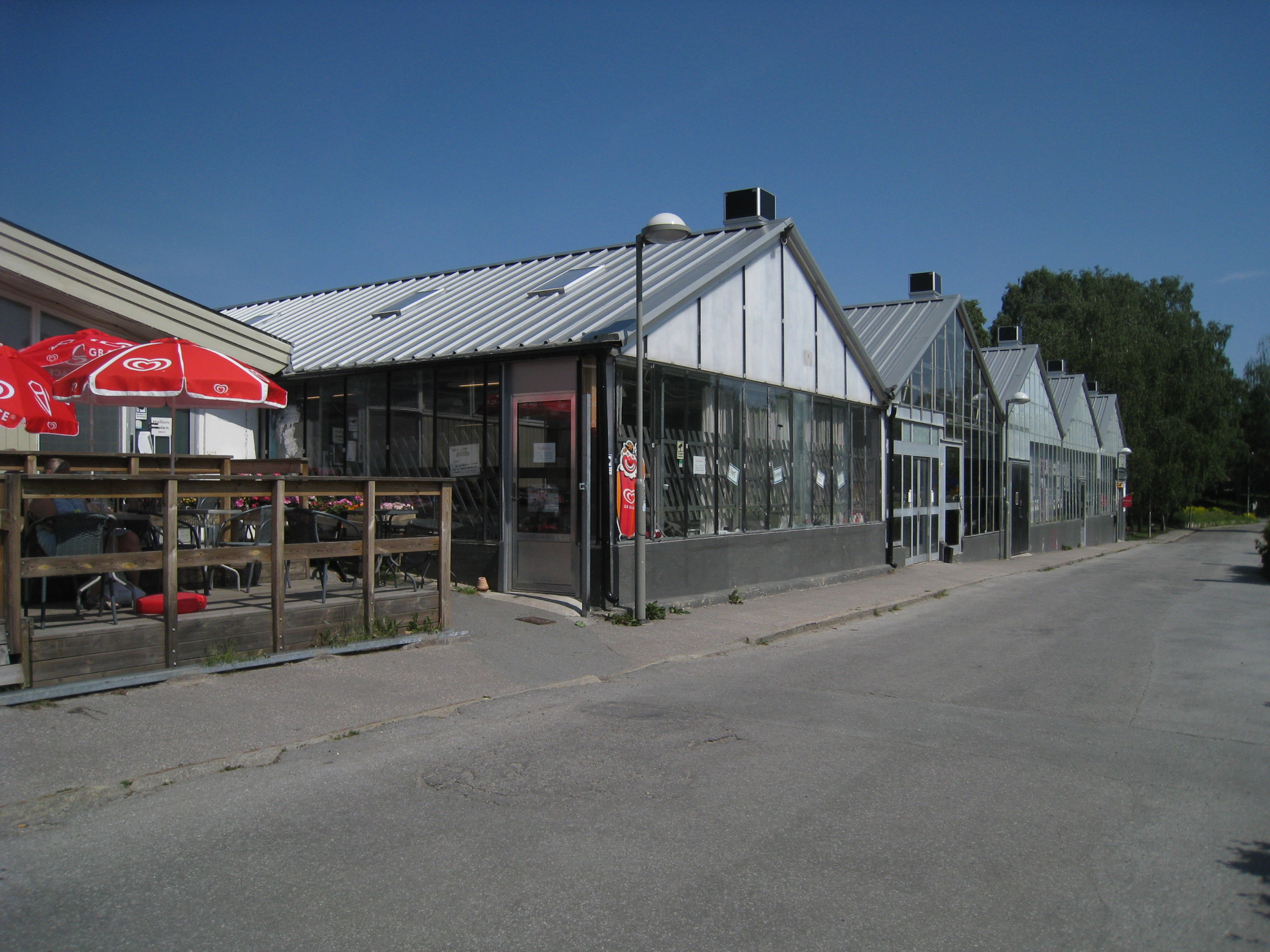
Handelsträdgården med trädgårdscafé och butik gränsar till orangeriet, som ligger nordost om Åkeshovs slott.
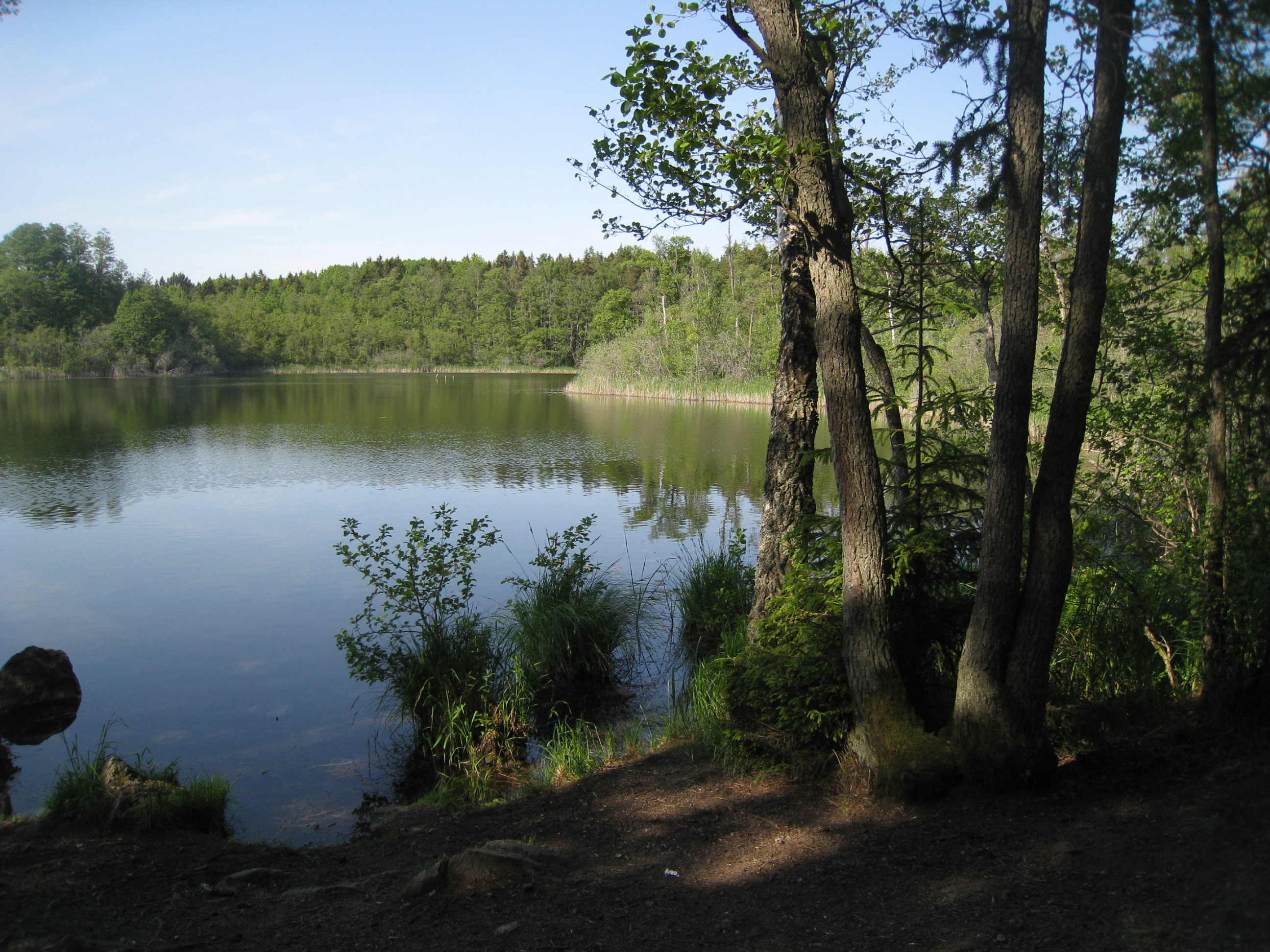
Sjön Judarn ligger mitt i Judarskogens naturreservat.

### Fårstallet brann men återuppbyggdes

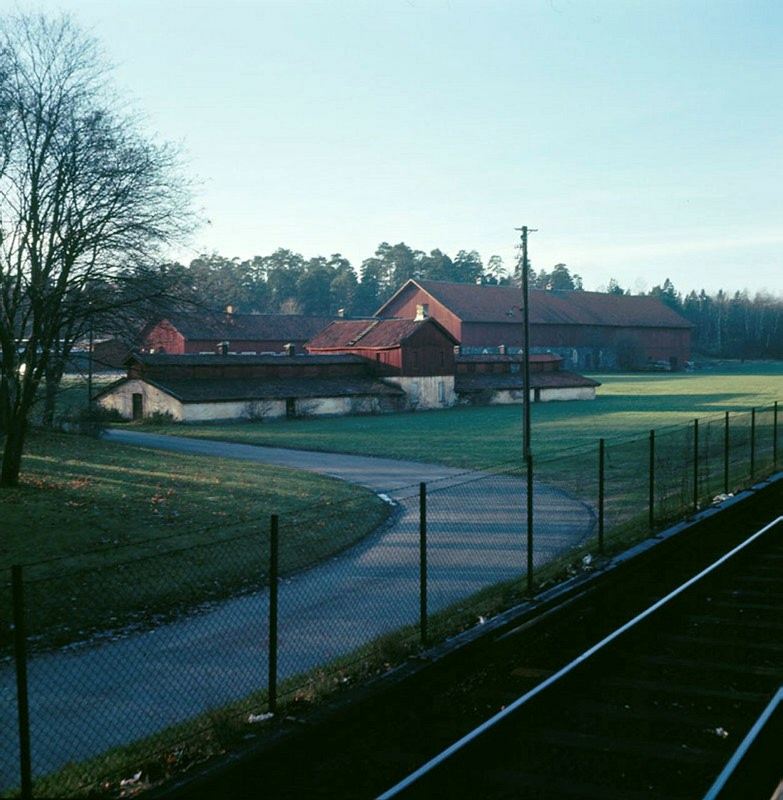
Vy åt sydväst från Åkeshovs station över Åkeshovs stall och ladugård. Foto från 1967. 1987 brann byggnaderna ned och senare revs de. Sedan 1998 är detta platsen för Åkeshovs arboretum, som anlades under kulturhuvudstadsåret i Stockholm.

I slottsparkens område låg den stora ladugården från 1800-talets senare del. Under åren 1939–1988 inrymde ladugården kungens får som vinterstall för stadens betande får när de inte befann sig betande på Gärdet i Stockholm. Både ladugården och fårstallet brann ner i oktober 1987 och senare revs de. Innan byggnaderna revs efter branden inrymdes fåren i provisoriska tält, som sattes upp på den plats intill fårstallet som idag hyser Åkeshovs arboretum. 1989 slaktades alla djuren, och Stockholms stad avvecklade sin femtioåriga hållning av får.
En 50-årig verksamhet och tradition gick därmed i graven. Fårstallet i Åkeshov är numera återuppbyggt och arrenderas av Stockholms Entreprenad som depå för maskiner och materiel. På en del av denna plats uppfördes "Hundstallet" som hjälper utsatta hundar att hitta nya hem.

## Bromma hembygdsförening
Bromma hembygdsförening har sina lokaler i tredje våningen på Åkeshovs slott. 1988 flyttade Bromma hembygdsförening in i vindsvåningen i slottets huvudbyggnad i det då nyrestaurerade slottet. 1988 omvandlades hela Åkeshovs slott till konferensanläggning och det blev då en träffpunkt där Brommabor, och även andra, kan träffas med lokaler för festmiddagar, kurs- och konferenslokaler samt övernattningsrum.
Vartannat år anordnas vid Åkeshovs slott trädgårdsmarknad av Västerorts Trädgårdssällskap i samarbete med Bromma hembygdsförening. Hembygdsföreningen har försäljning, vandringar och visningar och Västerorts Trädgårdssällskap säljer bland annat egenodlad frukt, grönsaker, rotfrukter och egentillverkad honung.

## Ägarlängd
Årtalen anger när respektive person var ägare av Åkeshovs slott
- 1624-1629 Ericus Benedicti Schroderus (omkring 1575-1647), translator (ägde ett privat tryckeri som translator regius, den kunglige översättaren), en yngre bror till riksrådet Johan Skytte
- 1629-1635 Christoffer Ludvig Rasche, sekreterare, diplomat, sedermera hovråd
- 1635-1655 Åke Axelsson Natt och Dag (1594-1655), friherre riksmarskalk, gift 1626 med Elsa Oxenstierna, syster till rikskanslern Axel Oxenstierna, och omgift 1653 med Anna Cruus
- 1655-1662 Barbro Åkesdotter (Natt och Dag) (1620-1680), den förres dotter, som gifte 1643 sig med Claes Bielkenstierna (1615-1662), friherre, amiral
- 1662-1690 Christina Claesdotter Bielkenstierna (1645-1716), den förres dotter, friherrinna, dotter till Barbro Åkesdotter (Natt och Dag) och Claes Hansson Bielkenstierna, hon ärvde godset 1662, men förlorade det 1690 genom reduktion till Kronan
- 1690 drabbades Åkeshov av reduktion till Kronan och innehades därefter av den grevliga ätten Stenbock
- 1690-1705 Johan Gabriel Stenbock (1640-1705), greve, riksmarskalk, riksråd
- 1705-1720 Erik Gustav Stenbock (1662-1722), den förres kusin, greve, generallöjtnant, gift med Johanna Eleonora De la Gardie (1661-1708), grevinna, författare, poet, hovdam
- 1720-1723 Gabriel Stierncrona (1669-1723), friherre, justitiekansler, ämbetsman, redan 1721 omvandlade Stierncrona Åkeshov slott med underlydande gårdar till fideikommiss, slottet förblev i Stierncronas ägo till 1853
- 1723-1784 David Stierncrona (1715-1784), den förres son, friherre, kunglig kammarherre. Han blev senare också friherre till Åkeshovs slott. 1747 gifte han sig med friherrinnan Agneta Wrede af Elimä (1718-1800), dotter till riksrådet, friherre Fabian Wrede af Elimä (1694-1768) och hans hustru friherrinnan Catharina Charlotta Sparre (1687-1759).
- 1784-1817 David Stierncrona (1754-1817), den förres son, friherre, hovmarskalk
- 1817-1845 David Henrik Stierncrona (1786-1845), den förres son, friherre, generallöjtnant
- 1845-1853 David Erik Stierncrona (1820-1900), den förres son, friherre, kammarherre, han var slottets siste kommissarie
- 1853-1873 Carolina Gustava von Friesendorff (1794-1873), friherrinna, köpte egendomen Åkeshov 1853;  Friherrinnan von Friesendorff försålde sitt fädernegods Ekensholm i Södermanland och inköpte i stället Stierncronska familjegodset Åkeshov 1853.
- 1873-1897 Claes Fredrik Ludvig von Friesendorff (1832-1897), den förres son, friherre, ryttmästare;  Han ägde en tid Åkeshov i Bromma socken, Stockholms län och Brunnsholm i Enköpings-Näs socken, Uppsala län samt Villa Friden i Kåbo i Uppsala.
- 1901 Fredrik Petterson, Johan Olsson och Axel Rosenlund köper egendomen Åkeshov, sent i december 1901 gick handelsbolaget Olsson & Rosenlund in som delägare
- 1902-1904 Fredrik Petterson (1848-1940), "fastighetsägare", grosshandlare och vedhandlare, en av ägarna av Åkeshov åren 1902-1904, han ägde den ena hälften av Åkeshov med underlydande lantegendomar
- 1902-1904 Olsson & Rosenlund, Johan Olsson (1858-1940) och Axel Rosenlund (1843-1920), dessa båda ägde den andra hälften av Åkeshov med underlydande lantegendomar
- 1904 i oktober, sålde Olsson & Rosenlund tillsammans med Fredrik Petterson Åkeshov till Stockholms stad
- 1904 Stockholms stad inköpte slottet
- 1905 i mars, tillträdde Stockholms stad Åkeshov